# 波爾克森特鎮區 (明尼蘇達州彭寧頓縣)
波爾克森特鎮區（英語：Polk Centre Township）是位於美國明尼蘇達州彭寧頓縣的一個行政鎮區。

## 地方資料
波爾克森特鎮區的面積為62.40平方千米，當中陸地面積為62.38平方千米，而水域面積為0.02平方千米。根據2020年美國人口普查的數據，當地共有人口66人，而人口密度為每平方千米1.06人。